# Lithobius michoacanus
Lithobius michoacanus är en mångfotingart som beskrevs av Chamberlin 1942. Lithobius michoacanus ingår i släktet Lithobius och familjen stenkrypare. Inga underarter finns listade i Catalogue of Life.